# Rue de Chantilly (Watermael-Boitsfort)
Pour les articles homonymes, voir Rue de Chantilly.
La rue de Chantilly (en néerlandais : Chantillystraat) est une rue bruxelloise de la commune de Watermael-Boitsfort qui va de l'avenue de Visé à la rue Édouard Olivier.
C'est une voie sans issue pour les voitures, mais pas pour les piétons.
Elle porte le nom de la commune française de Chantilly à la suite du jumelage entre cette commune et Boitsfort en septembre 1958.
La numérotation des habitations va de 1 à 15 pour le côté impair et de 2 à 18 pour le côté pair.